# Яковлева, Людмила Константиновна
Людмила Константиновна Яковлева — советский хозяйственный и государственный деятель, лауреат Государственной премии СССР за выдающиеся достижения в труде.

## Биография
Родилась в 1940 году в Москве. Член КПСС.
В 1958—1991 — портная, бригадир портных и партгрупорг ателье шестой фабрики пошива и ремонта одежды по индивидуальным заказам города Москвы.
За большой личный вклад в дело изыскания и использования внутренних резервов была в составе коллектива удостоена Государственной премии СССР за выдающиеся достижения в труде 1982 года.
Делегат XXV съезда КПСС и XIX конференции КПСС.
Заслуженный работник бытового обслуживания населения РСФСР.
Жила в Москве.

## Награды
- Орден Трудовой Славы II степени
- Орден Трудовой Славы III степени